# Wola Łobudzka
Wola Łobudzka [pronunciación en polaco: /ˈvɔla wɔˈbut͡ska/] es un pueblo ubicado en el distrito administrativo de Gmina Szadek, dentro del Condado de Zduńska Wola, Voivodato de Łódź, en Polonia central. Se encuentra aproximadamente a 8 kilómetros al noreste de Szadek, a 18 kilómetros al norte de Zduńska Wola, y a 29 kilómetros al oeste de la capital regional Łódź.